# Raorchestes graminirupes
Raorchestes graminirupes là một loài ếch trong họ Rhacophoridae. Chúng là loài đặc hữu của Ấn Độ.
Các môi trường sống tự nhiên của chúng là vùng cây bụi nhiệt đới hoặc cận nhiệt đới vùng đất cao và đồng cỏ ở cao nhiệt đới hoặc cận nhiệt đới. Loài này đang bị đe dọa do mất môi trường sống.